# Шапкенов, Серик Жамбулович
Серик Жамбулович Шапкенов (род. 29 июля 1979, п. Каратоба, Каратобинский район, Западно-Казахстанская область, Казахская ССР, СССР) — казахстанский государственный деятель, аким Атырауской области (с 7 апреля 2022 года). C 2005 года член партии «Amanat» (Нур Отан).

## Биография
Серик Шапкенов родился 29 июля 1979 года в посёлке Каратоба (ныне село Каратобе Каратобинского района Западно-Казахстанской области).
В 2000 году окончил Западно-Казахстанский государственный университет, факультет экономической кибернетики, получив специальность «экономист-математик». Затем около года преподавал в этом университете.
В 2001—2002 годах работал ведущим специалистом фонда охраны окружающей среды акима Западно-Казахстанской области и ведущим специалистом дирекции природопользования акима Западно-Казахстанской области.
В 2002—2006 годах работал в управлении финансов акима Западно-Казахстанской области (2002—2006).
В 2006—2007 годах был начальником отдела департамента экономики и бюджетного планирования ЗКО, начальником отдела, заместителем директора департамента сельского хозяйства Западно-Казахстанской области.
В 2007—2009 годах — заместитель начальника управления экономики и бюджетного планирования Западно-Казахстанской области.
С сентября 2009 по январь 2012 года — начальник управления экономики и бюджетного планирования Западно-Казахстанской области.
С января по август 2012 года — заместитель акима Западно-Казахстанской области.
С августа 2012 года по декабрь 2014 года — первый заместитель акима Западно-Казахстанской области
С января 2015 года по июль 2016 года — государственный инспектор отдела государственного контроля и организационно-территориальной работы Администрации Президента Республики Казахстан.
В период с 2016 по 2018 годы Серик Шапкенов являлся акимом Атырау. Он стал самым молодым акимом в истории города.
С 2018 по 2020 годы был первым заместителем акима Атырауской области.
С 2020 по 2021 годы – вице-министр труда и социальной защиты населения РК.
С 2021 по 2022 годы – министр труда и социальной защиты населения РК.
С 7 апреля 2022 года – Аким Атырауской области.

## Награды
- Награждён орденом «Курмет».